# Ad astra (frase)

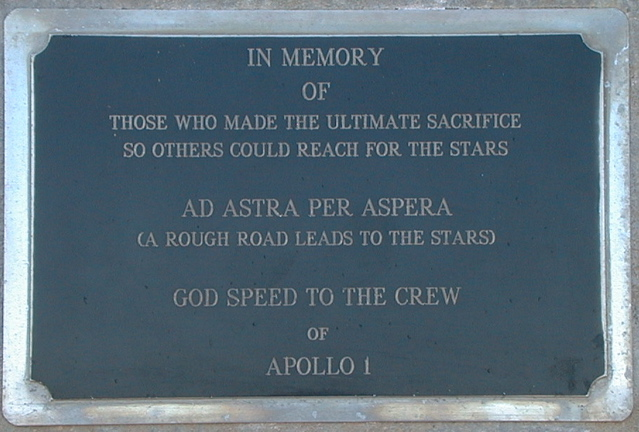
Ad astra per aspera en Complejo de Lanzamiento 34

Ad astra es una frase latina que significa "a las estrellas" o "hasta las estrellas".

## Origen
Tiene su origen en la Eneida en la frase de Virgilio sic itur ad astra ("así se va a las estrellas");  y en opta ardua pennis astra sequi  ("eligieron las penurias los que siguieron a las estrellas en sus alas"). Séneca el Joven escribió más tarde non est ad astra mollis e terris via ("no hay un camino fácil desde la tierra a las estrellas"). La frase más conocida de Séneca es per aspera ad astra ("a través de las dificultades a las estrellas"), o su variante ad astra per aspera ("hasta las estrellas mediante el sacrificio"). 

## Usos

### Astronáutica y aeronáutica
Ad astra, en una forma ampliada, Ad astra per aspera, con traducción a inglés A rough road leads to the stars, Un camino accidentado conduce a las estrellas, que podría equivaler a "a las estrellas a través de las dificultades", "hasta las estrellas mediante el sacrificio", figura en una placa conmemorativa situada en el monumento existente en el Complejo de Lanzamiento 34 de la estación de la Fuerza Aérea de los Estados Unidos de Cabo Cañaveral como homenaje a los tres astronautas de la misión Apolo 1 fallecidos en ese lugar debido a un incendio en la cabina durante una prueba en la plataforma de lanzamiento 34.
Por derivación, y de modo reducido, Ad astra se emplea como forma de despedida a las personas relacionadas con el mundo de la astronáutica, por ampliación, de la aeronáutica, del vuelo, que, fallecidas, parten hacia el más allá, hacia las estrellas, siendo un ejemplo la comunicación en que la NASA informa del fallecimiento del astronauta y senador John Glenn a través de las redes sociales.

### Otros usos
Empresas comerciales, como Bungie Aerospace, una compañía de Bungie Studios, que emplea Per audacia ad astra, con significado "valientemente hacia las estrellas" como frase comercial, al igual que otras de diferentes sectores y con distintas finalidades, usan el concepto que encierra esta frase.
Las variaciones de esta frase son muy utilizadas como lemas de unidades militares del mundo, especialmente de Fuerzas Aéreas. Por ejemplo, varias unidades españolas adoptan la forma Per aspera ad astra. También aparece dentro del lema del Escuadrón II de Fokker F-28 de la Fuerza Aérea Argentina, Sic itur ad astra.
El polímata criollo novohispano Carlos de Sigüenza y Góngora utilizó la frase "Sit itur ad astra" como emblema propio en su exlibris. El lema se acompañaba de un pegaso que, según la interpretación de Guillermo Tovar de Teresa, significaba el amor de los novohispanos por su patria.
En la serie Star Trek la frase "Ad Astra Per Áspera" es el lema del poster de reclutamiento de la Academia Starfleet dónde posa la primera oficial Una Chin-Riley, la segunda al mando de la NCC-1701 U.S.S. Enterprise durante el mando del capitán Christopher Pike.